# 58 هـ
58 هـ هي سنة في التقويم الهجري امتدت مقابلةً في التقويم الميلادي بين سنتي 677 و678.

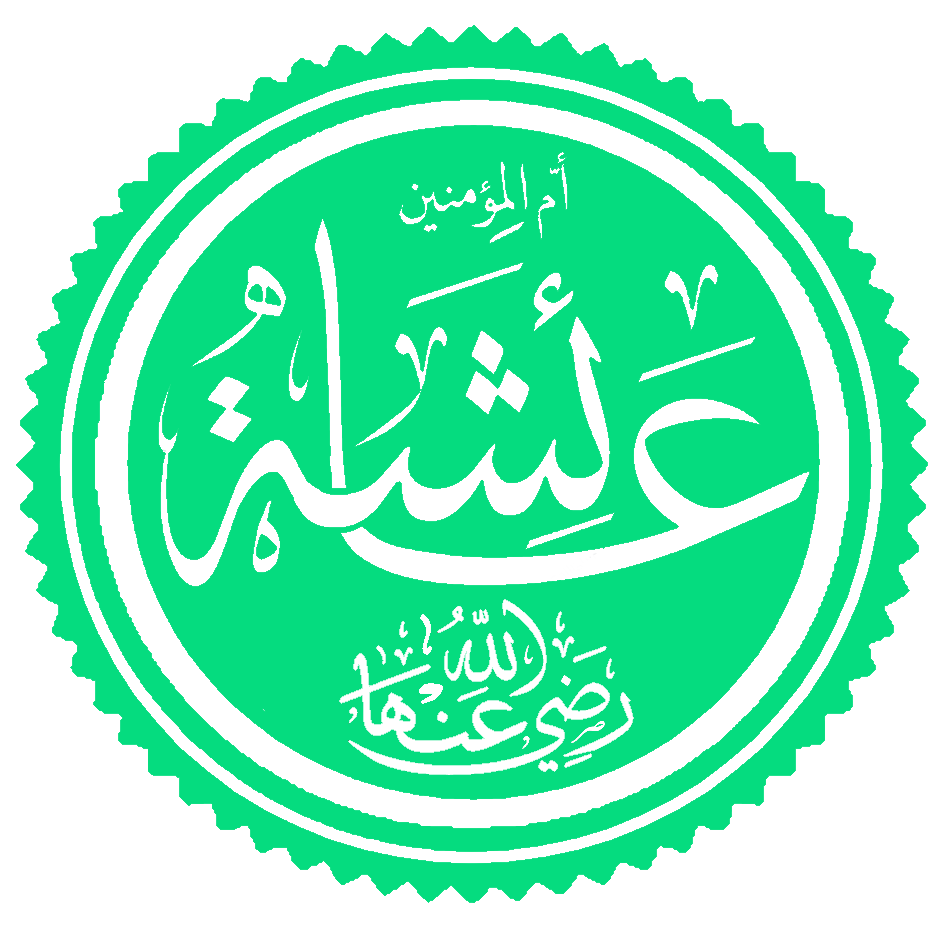
عائشة بنت أبي بكر

## مواليد
- محمد بن مسلم الزهري
- ابن شهاب الزهري

## وفيات
- سمرة بن جندب
- عبد الله بن حوالة الأزدي
- وفاة عائشة بنت أبي بكر زوج النبي ﷺ عن 67 عاما.
- عقبة بن عامر الجهني
- عروة بن حدير التميمي
- شداد بن أوس
- عبدالله بن عامر بن كريز